# Amphictis
Amphictis is een geslacht van uitgestorven verwanten van de kleine panda (familie Ailuridae). Dit dier leefde tijdens het Laat-Oligoceen en Vroeg-Mioceen in Noord-Amerika en Europa, met in totaal negen beschreven soorten.

## Fossiele vondsten
Fossielen van Amphictis zijn gevonden in Frankrijk (Oligoceen en Mioceen), Duitsland (Mioceen) en de Amerikaanse staat Florida (Mioceen, North American Land Mammal Age Vroeg-Hemingfordian). Het is de oudst bekende vorm uit de Ailuridae.

## Kenmerken
Amphictis was ongeveer even groot als de hedendaagse verwant, de kleine panda. De Amerikaanse soort A. timucua was kleiner dan de soorten uit Europa. Het gebit wijst op een carnivoor dier en komt overeen met dan van marterachtigen. Gedacht wordt dat Amphictis zich voedde met kleine gewervelden, ongewervelde dieren en fruit.

## Taxonomie
De onderlinge verwantschappen van de verschillende soorten en hun verwantschap met de andere ailuriden wordt niet volledig begrepen. Gewoonlijk wordt Amphictis geclassificeerd in de basale monotypische onderfamilie Amphictinae, maar het is niet zeker, aangezien het geslacht mogelijk een parafyletisch geslacht zou kunnen zijn, waarbij de soort Amphictis borbonica uit het Oligoceen een potentieel zustertaxon is van de voorouder van de onderfamilie Ailurinae (tegenwoordig bestaande uit alleen de rode panda), terwijl een clade uit het Midden-Mioceen, bestaande uit een anagenese lijn van Amphictis prolongata naar Amphictis wintershofensis naar Amphictis cuspida dichter bij de afstamming van de nu uitgestorven Simocyoninae ligt (met Amphictis wintershofensis als zustertaxon van de clade). Dit is te wijten aan de aard van hun plesiomorfe anatomie.